# Каракольський сільський округ (Єсільський район)
Карако́льський сільський округ (каз. Қаракөл ауылдық округі, рос. Каракольский сельский округ) — адміністративна одиниця у складі Єсільського району Акмолинської області Казахстану. Адміністративний центр та єдиний населений пункт — село Караколь.
Населення — 431 особа (2021; 759 у 2009, 1276 у 1999, 1673 у 1989).
Станом на 1989 рік існували Бузулуцька сільська рада (село Річне) та Каракольська сільська рада (село Караколь). 1993 року сільради утворили Каракольський сільський округ. У 2000 році було виділено Річний сільський округ. 2009 року Річний сільський округ знову включений до складу Каракольського.

## Склад
До складу округу входять такі населені пункти:
| Населений пункт | Населення, осіб (1989) | Населення, осіб (1999) | Населення, осіб (2009) | Населення, осіб (2021) |
| --------------- | ---------------------- | ---------------------- | ---------------------- | ---------------------- |
| Караколь, село  | 753                    | 592                    | 475                    | 302                    |
| Річне, село     | 920                    | 684                    | 284                    | 129                    |